# 블라디미르 소로킨

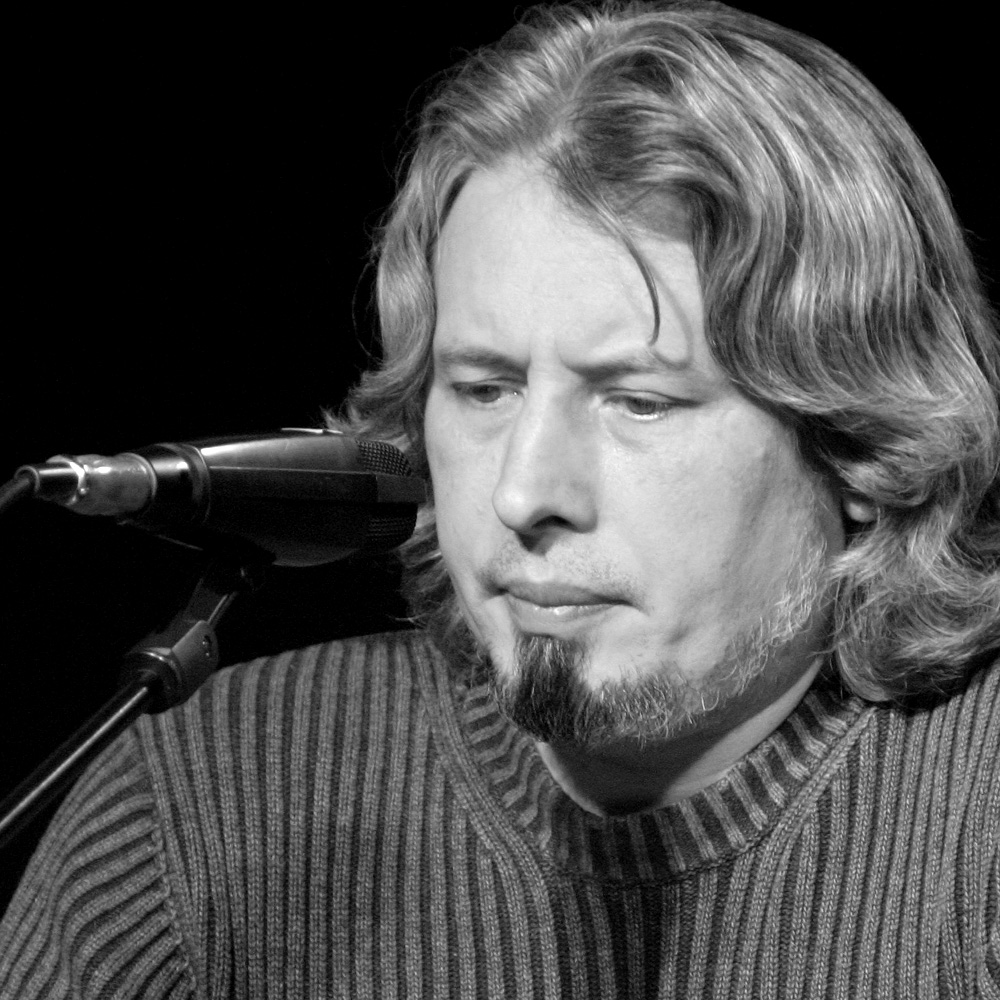
블라디미르 소로킨

블라디미르 게오르기예비치 소로킨(러시아어: Владимир Георгиевич Сорокин, 1955년 8월 7일 ~ )은 러시아의 소설가이자 극작가로, 현대 러시아를 대표하는 포스트 모던 작가이다.